# Parque Nacional Florestal de Laoshan
O Parque Nacional Florestal de Laoshan localiza-se no distrito de Pukou em Nanquim, China, cobrindo 120 mil acres ao longo do seus 35 quilómetros de largura (Este a Oeste) e 15 quilómetros de extensão (Norte a Sul). A floresta cobre cerca de 85% do parque, albergando espécies vegetais únicas ao longo das cerca de cem montanhas, a mais alta das quais com 442.1 metros. No que respeita à fauna, vivem no Parque de Laoshan lobos, raposas, veados e várias centenas de espécies que anualmente lá acasalam. A floresta, os túmulos e as nascentes de água nas montanhas são motivos de atracção aos visitantes, conjugando uma paisagem natural com um cenário humano. Em 2014, o parque recebe os eventos de ciclismo dos Jogos Olímpicos de Verão da Juventude de Nanquim 2014.